# Teresa Cristina Sauer de Ávila Pires
Teresa Cristina Sauer de Ávila Pires - współczesna herpetolog brazylijska.
→ Clyomys bishopi